# Меч-кладенец
Ме́ч-кладене́ц или самосек — мифическое холодное оружие, которое обладало магическими свойствами и обеспечивало поражение противника в битве. Также мечом-кладенцом именовались мечи нескольких богатырей из русского фольклора. Могли быть волшебными и придавать владельцу непобедимость. Обычно попадали в руки хозяину из какого-либо тайника.

## Название
Пишется с маленькой буквы через дефис: меч-кладенец.
Большое количество упоминаний меча-кладенца в сказках и былинах, относящихся к различным персонажам, ясно указывает, что кладенец было не именем собственным оружия, конкретного единственного меча, подобного, к примеру, Экскалибуру, а всего лишь определением некоторой категории клинков.
Корень данного эпитета — «клад…» — обычно связывают со словом «класть», то есть с идеей чего-то спрятанного, добытого из клада или погребения. Также следует рассматривать другое значение слова «класть», а именно: меч-кладенец одним взмахом кладёт множество воинов вражеской рати. Но словарь Свода русского фольклора А. Н. Розова указывает на происхождение от слова «укладный», что попросту означает «стальной» — возможно, в какие-то времена стальные мечи производили впечатление своей редкостью. Тем не менее ясности в этимологии слова нет, отмечают его связь со староирландским claideb (меч) и с валлийским cleddyf (меч), а также с лат. gladius.
В «Сказании о Вавилоне-граде» он носит прозвание «Аспид-змей» и может обращаться в змея. Также его называют «Самосек» — так как он мог рубить сам.
В некоторых поздних диалектах превратился в устной речи в «меч-колунец».
Александр Веселовский предложил версию, что словосочетание ведёт историю от итал. chiarenza («блеск, сияние») благодаря «Повести о Бове» — переработанному итальянскому роману XIII века «Buovo d’Antone», одной из вариаций темы о Ланселоте, главный герой которого владеет мечом по имени Chiarenza, Clarenca (точно так же персонаж Пуликане оттуда стал Полканом). Исследователь отмечает, что ему не знакомы тексты ранее XVIII века, где бы встречался «меч-кладенец», указывает на то, что в белорусских текстах повести о Бове меч назывался кгляденция / кгляренция, и что Фасмер считает, что кладенец — это позднее и чисто русское народно-этимологическое развитие белорусской кляренции.

## Место обретения
Даётся в руки лишь такому герою, который может им владеть. Мог быть скрыт в земле, замурован в стене, спрятан под плитой. В одной из былин мать прячет от сына подарок отца под печью и отдаёт лишь тогда, когда выросший ребёнок в силах его поднять (ср. Тесей, которому мать указывает камень, под которым его отец, уходя, спрятал меч).
Стоит отметить случаи, когда богатырь выкапывает меч-кладенец из могилы, кургана. Такое оружие, принадлежавшее мёртвым, имеет особые силы. Прикоснувшись к миру мёртвых, он приобретал сверхъестественную силу, становясь сам носителем смерти. Например, в былине «Святогор и Илья Муромец» два главных персонажа во время путешествия находят гроб, который оба решают примерить. Илье Муромцу гроб оказывается велик, а Святогору — как раз впору. Он просит младшего товарища взять его меч-кладенец и ударить по крышке, отчего гроб опоясывает железная полоса. Оружие отходящий в мир иной богатырь оставляет Илье:
А теперь прощай, владей моим мечом-кладенцом, 
А добра коня моего богатырскаго
Привяжи к моему гробу.

### Меч под головой
Другой обладатель меча-кладенца — Еруслан Лазаревич — обретает его следующим образом: в поисках оружия, которым он сможет сразить царя Огненного Щита, он заезжает на бранное поле, посреди которого возвышается голова великана-богатыря. Голова рассказывает Еруслану, что необходимый ему меч спрятан под телом, отделённом от головы.

Ответила голова величиной с пивной котёл, промеж глаз целая пядь:
— Я не жива, не мертва. Добрый человек, русский богатырь Еруслан Лазаревич, ты едешь к царю Огненный Щит Пламенные Копья, поедешь по бранному полю, увидишь моё туловище, под ним мой меч-кладенец, в нём секрет таится, он тебе пригодится.

Этот же мотив использует Пушкин в своей поэме «Руслан и Людмила», где Еруслан стал Русланом, а царь Огненный Щит — Черномором. Имя меча, которое настоятельно необходимо богатырю для спасения невесты, уже не называется, да и сама голова настроена агрессивно:

И, сморщась, голова зевнула,

Глаза открыла и чихнула…

Поднялся вихорь, степь дрогнула,

Взвилася пыль; с ресниц, с усов,

С бровей слетела стая сов;

Проснулись рощи молчаливы,

Чихнуло эхо — конь ретивый

Заржал, запрыгал, отлетел,

Едва сам витязь усидел,

И вслед раздался голос шумный:

«Куда ты, витязь неразумный?

Ступай назад, я не шучу!

Как раз нахала проглочу!»

Богатырь вступает с головой в схватку:

И степь ударом огласилась;

Кругом росистая трава

Кровавой пеной обагрилась,

И, зашатавшись, голова

Перевернулась, покатилась,

И шлем чугунный застучал.

Тогда на месте опустелом

Меч богатырский засверкал.

### Меч в стене
Князь Пётр Муромский (муж Февронии) из «Повести о Петре и Февронии» убивает змея, совращающего жену его брата Павла, с помощью меча-кладенца, который принадлежал Агрику — легендарному сыну и преемнику иудейского царя Ирода. Меч он находит спрятанным в монастыре:
отрок показа ему во алтарной стене между керемидами [камнями] скважню, в ней же мечь лежаше. Князь же Петр, видев мечь, нарицаемый Агриков, и взя его.

## Владельцы
В поздних сказках, возникших намного позже героических былин, меч-кладенец становится уже практически обязательным атрибутом главного героя:
- Князь Олег Вещий
- Святогор Виевич
- Святогор
- Илья Муромец — владеет мечом-кладенцом, прежде принадлежавшим Святогору.
- Добрыня Никитич
- Еруслан Лазаревич
- Руслан из поэмы А. С. Пушкина «Руслан и Людмила»
- Бова Королевич[9]
- Иван Царевич[10][11]
- Михайло Потык
- Буря-богатырь, коровий сын[12]
- Князь Пётр из «Повести о Петре и Февронии»

## В современной культуре
- Василий Жуковский в поэме «Двенадцать спящих дев» упоминает, что мечом-кладенцом владеет его персонаж Вадим[13].
- Братья Стругацкие в повести «Понедельник начинается в субботу»[14] помещают меч в витрину музея НИИЧАВО:

МЕЧ-КЛАДЕНЕЦ (очень ржавый двуручный меч с волнистым лезвием,
прикован цепью к железной стойке, витрина тщательно опечатана).
- Также меч-кладенец фигурирует в некоторых романах жанра фэнтези, таких как «Остров Русь» (Юлий Буркин, Сергей Лукьяненко).
- Меч-кладенец фигурирует в сюжете пародийной сказки «Кащей Бессмертный» российской рок-группы «Сектор Газа» (1994).
- В кинофильме 2017 года «Последний богатырь» сюжет строится вокруг поиска меча-кладенца — отыскать его сумел лишь истинный сын богатыря, коим оказался главный герой Иван.